# Jan Joosten
Joannes Petrus Hubertus (Jan) Joosten (Wessem, 1 februari 1886 – Weert, 11 juni 1961) was een Nederlands politicus. 
Hij werd geboren als zoon van Gerardus Hubertus Joosten (*1860, landbouwer) en Helena Catharina Hubertina Mestrom (*1856). Hij was fabrikant voor hij in 1925 benoemd werd tot burgemeester van Wessem, hetzelfde ambt als dat van zijn vader in de periode 1899-1906. In 1937 volgde zijn benoeming tot burgemeester van Maasniel. Hij werd in 1941 ontslagen maar na de bevrijding in 1945 keerde hij terug in zijn oude functie. Joosten ging in 1951 met pensioen en overleed in 1961 op 75-jarige leeftijd. 